# Горка-Рудаковская
Горка-Рудаковская — деревня в Холмогорском районе Архангельской области.

## География
Находится в центральной части Архангельской области на расстоянии приблизительно 3 км на запад-юго-запад по прямой от села Емецк на левобережье реки Емца.

## История
Деревня входит в группу деревень Ратонаволок. В 1939 году отмечалась как деревня Горка Рато-Наволоцкого сельсовета Емецкого района. До 2015 года входила в Зачачьевское сельское поселение, с 2015 по 2022 в Емецкое сельское поселение до его упразднения.

## Население
Численность населения: 73 человека (русские 97 %) в 2002 году, 49 в 2010.